# Portugees-Kaapverdië
Kaapverdië (Portugees: Cabo Verde) was een kolonie van het Portugese Rijk.

## Geschiedenis
De Portugezen ontdekten in 1456 de eilanden voor de West-Afrikaanse kust, die tot dan toe onbewoond waren. De eerste nederzetting Ribeira Grande, tegenwoordig Cidade Velha, werd in 1462 gesticht. Van 1495 tot 1587 bestond de eilandengroep uit verschillende aparte kolonies (donátarias) die gezamenlijk bekendstonden als het Dominion Kaapverdië. In 1587 werden de kolonies verenigd in één kolonie. Vanaf 1951 was Kaapverdië officieel geen kolonie meer, maar als overzeese provincie (Província Ultramarina de Cabo Verde) een integraal onderdeel van de Portugese Republiek. Na de Anjerrevolutie van 1974 in Portugal waarbij het autoritaire regime (de Estado Novo) ten val was gekomen, werd Kaapverdië een autonome republiek. Een jaar later,  op 5 juli 1975, verkreeg Kaapverdië de volledige onafhankelijkheid. 

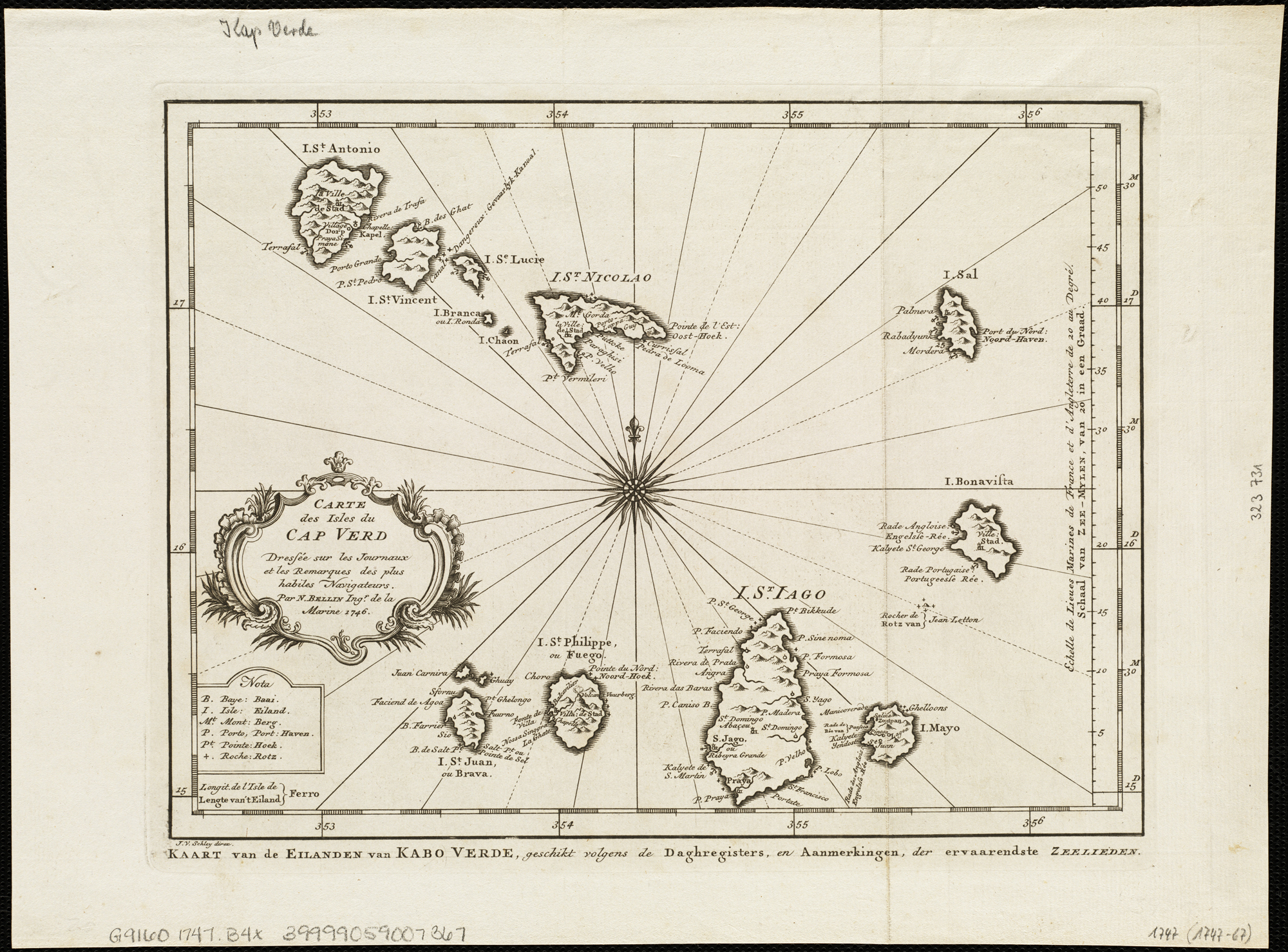
Kaart van de Kaapverdische Eilanden uit 1747